# Brødre (bog)
 For alternative betydninger, se Brødre (flertydig). (Se også artikler, som begynder med Brødre)
Brødre (simplificeret kinesisk: 兄弟; traditionel kinesisk: 兄弟; pinyin: xiōngdì) er en roman skrevet af Yu Hua. Romanen er udkommet i to bind, hvor det første blev udgivet i 2005 på kinesisk og det andet bind udkom året efter. Romanen udkom i 2019 på dansk. Det er den første nyudgivelse af Yu Hua i omkring 10 år. Romanen blev meget populær i Kina, hvilket blandt andet kunne ses ved at der allerede er solgt over en million officielle kopier.

## Indhold
Bogen starter med et flashback af de ene hovedperson, Li Guangtou. Han ser tilbage på hvordan han er vokset op under Kulturrevolutionen og har set hvordan Kina har ændret sig fra at tæve folk til døde for at have penge til at alle stræbte efter at blive rige. Det første bind omhandler tiden under Kulturrevolutionen. De to hovedpersoner Li Guangtou og Song Gang er ikke kødelige brødre, men stedbrødre. Li Guangtous far døde, fordi han faldt i afføringskanal på et offentligt toilet og druknede. Song Gangs mor dør som en følge af sygdom. Li Lan (Li Guangtous mor) og Song Fanping (Song Gangs far) møder hinanden ved Song Fanpings hustrus begravelse. De bliver senere gift og Li Guangtou og Song Gang bliver brødre for livet. Da man under Kulturrevolutionen finder ud af at Song Fanpings far er tidligere godsejer bliver han mishandlet af rødgardister. Song Fanping bliver senere tævet til døde af nogle rødgardister. Li Lan dør kort efter Song Fanping på grund af sygdom, så nu er de to brødre nødt til at hjælpe hinanden.
Bind 2 handler om tiden efter Kulturrevolutionen og frem til nyere tid. Her ser man hvordan Li Guangtou bliver rig og Song Gang prøver at blive rig, men fejler. Vi følger også brødrenes kamp om at vinde byens smukkeste kvindes gunst, hvilket i sidste ende fører til at Song Gang begår selvmord.

## Skrivestil
Med romanen brødre er Yu Hua stadig i realisme stilarten. Nogle mennesker har undret sig over at bogen ikke er blevet forbudt i Kina, da den til tider beskriver vold og sex ret detaljeret. Bogen er fyldt med humor og satire og bruger et meget dagligdags sprog. Desto større kendskab man har til Kina, desto mere vil man synes at bogen afspejler Kina i selv de mindste detaljer. Interessant ved bogen er at den nogenlunde følger den samme tidslinie som Yu Hua selv har levet i. Det er sandsynligvis med til at gøre beskrivelserne endnu mere detaljeret, da nogle historier måske er noget han selv har oplevet. Når man læser bogen kan man godt komme til at se det som historie i roman form.
Yu Hua er kendt for og gør det også i Brødre, at bruge kropsvæsker og detaljeret beskrive dem. Blod, sved og tårer er en selvfølge, men også det at gå på lokum er beskrevet til mindste detalje, hvilket også ses ved Li Guangtous fars død. En anden ting Yu Hua benytter sig af og også har fået kritik for er at gøre det meget forudsigeligt hvad der vil ske.